# Доасен
Доасен (фр. Doissin) насеље је и општина у источној Француској у региону Рона-Алпи, у департману Изер која припада префектури Ла Тур ди Пен.
По подацима из 2011. године у општини је живело 853 становника, а густина насељености је износила 100,95 становника/km². Општина се простире на површини од 8,45 km². Налази се на средњој надморској висини од 450 метара (максималној 661 m, а минималној 411 m).

## Демографија
| 1962. | 1968. | 1975. | 1982. | 1990. | 1999. | 2011. |
| ----- | ----- | ----- | ----- | ----- | ----- | ----- |
| 378   | 406   | 394   | 461   | 581   | 616   | 853   |

График промене броја становника у току последњих година